# إعزانن (إحبصاتن)
إعزانن هو دُوَّار يقع بجماعة إيعزانن، إقليم الناظور، جهة الشرق في المملكة المغربية. ينتمي الدوّار لمشيخة إحبصاتن التي تضم 6 دواوير. يقدر عدد سكانه بـ 2820 نسمة حسب الإحصاء الرسمي للسكان والسكنى لسنة 2004.

## روابط خارجية
- البوابة الوطنية للجماعات الترابية
- المندوبية السامية للتخطيط